# إستفان جوهاز
إستفان جوهاز (بالمجرية:István Juhász)، من مواليد 17 يوليو 1945، لاعب كرة قدم مجري سابق.
لعب مع منتخب المجر لكرة القدم.

## مسيرته الكروية
لعب إستفان جوهاز خلال مسيرته الاحترافية مع نادِ واحدٍ في أربعة عشر موسمًا وسجل خلالها 41 هدفًا ضمن 301 مباراة. حيث فاز في ثلاثة مواسم بالكأس وفي أربعة مواسم بالدوري.
خاض إستفان جوهاز مسيرته مع نادي فيرينتسفاروشي في موسم 1963 ليلعب معه أربعة عشر موسمًا، مشاركًا في 301 مباراة سجل خلالها 41 هدفًا.

## روابط خارجية
- إستفان جوهاز على موقع الاتحاد الدولي (مؤرشف)  (الإنجليزية)
- إستفان جوهاز على موقع قاعدة بيانات كرة القدم.إي يو (الإنجليزية)
- إستفان جوهاز على موقع ناشيونال فوتبول تيمز (الإنجليزية)
- إستفان جوهاز على موقع أوليمبيديا (الإنجليزية)